# 六張犁亂葬崗
六張犁亂葬崗是一處位於臺北市信義區六張犁的亂葬崗，埋葬於其中之骨骸多屬1950年代無人認領之戒嚴時代死難者遺體，也是臺灣少數至今仍存留且經確認之戒嚴時期死難者或被處死的共諜埋葬地點之一。
該墓地中有約兩百餘座墓塚，其中有些立有刻有死者姓名之小型石碑，但亦有許多無可辨認者。根據中央研究院所屬團隊初步調查結果，其中墓主約有六至七成比例為外省籍受難者；該團隊經調閱相關卷宗後確認其墓主多為1950至1953年間在臺北保安司令部軍法處或國防部軍法局遭宣判死刑的受難者。
臺北市政府亦為該墓地之受難者建立紀念碑，並設有「戒嚴時期紀念公園」。

## 相關人士

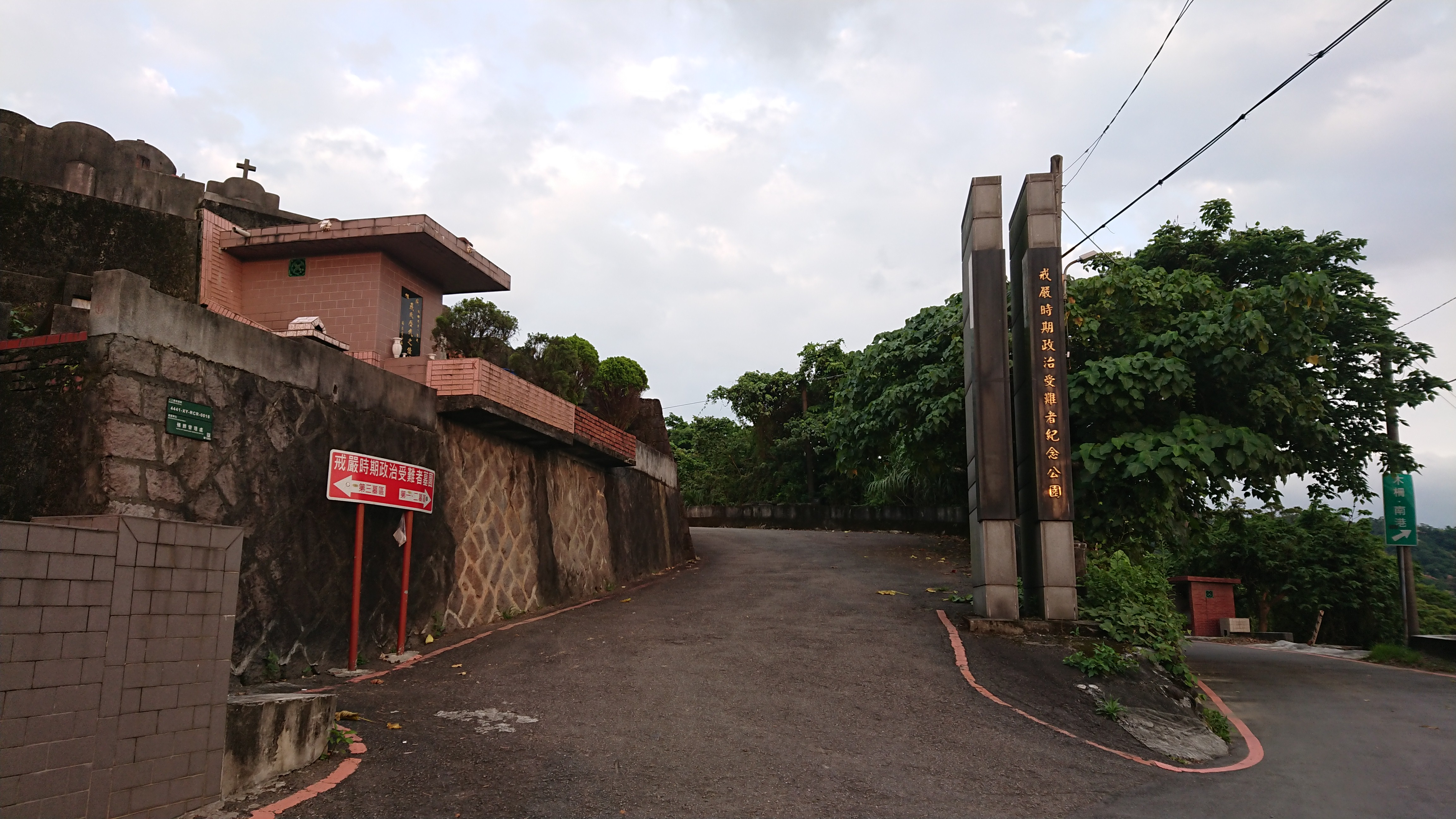
位於台北市信義區之戒嚴時期政治受難者紀念公園入口

- 黃榮燦，二二八事件版畫創作者，被誣叛國罪後槍決，葬於該地[9][10]。
- 沈嫄璋，《台灣新生報》記者，調查局內鬥時被誅連誣害，繩刑而死，全家蒙難[11]。
- 楊俊隆、楊慕容、吳聲達、游飛等新生訓導處隊員，1956年因綠島再叛亂案原判無罪、感化或徒刑，經總統府與國防部批回要求「嚴為複審」，軍法處即全改處死刑[12][13][14]。

## 周遭
- 「革命先烈蔣渭水先生之墓」墓碑（骸骨已於2015年遷葬宜蘭櫻花陵園「渭水之丘」）[15]
- 白榕蔭堂墓園（白崇禧將軍墓）
- 蟾蜍山
- 義芳居古厝

## 外部鏈結
- 導言：從殘存的時代悲劇談起 - 台大意識報 - blogger （页面存档备份，存于）
- 台灣特寫：白色恐怖哭泣的山丘與靜默的墓碑- BBC 中文网 - BBC.com （页面存档备份，存于）
- 六張黎201個證人- YouTube （页面存档备份，存于）
- 六張犁墓區 <不義遺址資料庫> 國家人權博物館 （页面存档备份，存于）